# جون دبليو. غودي
جون دبليو. غودي (بالإنجليزية: John W. Gowdy)‏ هو قسيس ومدرس أمريكي، ولد في 7 ديسمبر 1869، وتوفي في 1963.